# 창수초등학교 (경북)
창수초등학교는 대한민국 경상북도 영덕군 창수면 신기리에 있는 공립 초등학교다.

## 학교 연혁
- 1935년 10월 8일 창수공립보통학교 개교(설립인가 9월 25일)
- 1938년 4월 1일 창수공립심상소학교로 개칭
- 1941년 4월 1일 창수공립국민학교로 개칭
- 일자미상 미곡분교장 개교
- 일자미상 인천국민학교 승격 분리
- 일자미상 오촌국민학교 승격 분리
- 일자미상 신리국민학교 분교장 격하 편입
- 일자미상 인량국민학교 분교장 격하 편입
- 1984년 3월 1일 병설유치원 개원
- 1993년 3월 1일 오촌국민학교 분교장 격하 편입
- 1994년 3월 1일 신리분교장, 미곡분교장, 인량분교장 통폐합, 인천국민학교 분교장 격하 편입
- 1996년 3월 1일 창수초등학교로 개칭
- 1998년 3월 1일 오촌분교장 통폐합
- 2020년 2월 7일 제82회 졸업(졸업생 수 3322명)
- 2020년 9월 1일 제33대 노병년 교장 취임

## 학교 상징
- 우리 학교 꽃 - 목백일
  - 상징 : 사철푸른 기상 - 학교의 무궁한 발전
  - 향긋한 내음 - 지,덕, 체를 겸비한 인격자
- 우리 학교 나무 - 향나무
  - 내력 : 목백일홍(배롱나무) - 부처꽃과 낙엽소교목조경용으로 7~9월경에 개화, 오랫동안 꽃이 핀다.
  - 상징 : 학교의 오랜 전통을 상징. 꾸준히 노력하는 사람

## 참고 자료
- 창수초등학교 - 한국교육학술정보원 학교알리미